# Chaplin som Tandlæge
Chaplin som Tandlæge er en amerikansk stumfilm fra 1914 af Charlie Chaplin.

## Medvirkende
- Charles Chaplin
- Fritz Schade som Dr. Pain
- Alice Howell som Mrs. Pain
- Slim Summerville
- Josef Swickard